# Richard David Bach
Richard David Bach (* 23. června 1936 Oak Park, Illinois) je americký spisovatel. Je znám především bestsellerem Jonathan Livingston Racek z roku 1972 a filmem, který byl na jeho námět natočen. V jeho knihách se také objevuje jeho obliba letectví a dokonce i létání v metafoře. Letectví je jeho koníčkem od 17 let.

## Život a dílo
V roce 1955 navštěvoval Long Beach State College. Po ukončení studií sloužil u amerického námořnictva a také u stíhacího křídla Národní letecké gardy v New Jersey. Od mládí měl dva velké koníčky, létání a literaturu, které ve svém psaní specifickým způsobem spojil do jednoho.
Je autorem několika beletristických i faktických prací, včetně Jonathana Livingstona Racka (1970), Iluze (1977), Jediného (1989) a Out of My Mind (1999). Většina jeho děl je částečně autobiografická a používá aktuální nebo vysněné téma nějaké události jeho života, skrze kterou může ilustrovat svou filosofii.

## Filosofie
Ve svých knihách udržuje konzistentní filozofii: Naše pravá přirozenost není ohraničena prostorem ani časem, jsme vyjádřením bytí, skutečně se nerodíme ani neumíráme a vstupujeme do tohoto světa dojmů a podob, abychom se bavili, učili, sdíleli zkušenosti s těmi, na kterých nám záleží, zkoumali a především učili, jak milovat a milovat znovu.

## Knihy
- Stranger to the Ground (1963) Dell reprint (1990), ISBN 0-440-20658-8
- Biplane (1966) Dell Reprint (1990), ISBN 0-440-20657-X (česky Dvojplošník, Argo 2003, ISBN 80-7203-509-6)
- Nothing by Chance (1969) Dell Reprint 1990, ISBN 0-440-20656-1 (česky Nic se nestane náhodou, Argo 2002, ISBN 80-7203-449-9)
- Jonathan Livingston Seagull (1970) Macmillan, ISBN 0-380-01286-3 (česky Jonathan Livingston Racek, Lyra Pragensis 1992, 2.vydání)
- A Gift of Wings (1974) Dell Reissue (1989), ISBN 0-440-20432-1 (česky Dar křídel, Argo 2000, ISBN 80-7203-318-2)
- There's No Such Place As Far Away (1976) Delta (1998), ISBN 0-385-31927-4 (česky Nikdo není daleko, Synergie 1999, ISBN 80-86099-29-6)
- Illusions: The Adventures of a Reluctant Messiah (1977, ISBN 0-385-28501-9
- The Bridge Across Forever: A Love Story (1984) Dell Reissue (1989), ISBN 0-440-10826-8 (česky Most přes navždy, Synergie 1998, ISBN 80-86099-13-X)
- Jediný (1988) Dell Reissue 1989, ISBN 0-440-20562-X
- Running from Safety (1995) Delta, ISBN 0-385-31528-7
- Out of My Mind (2000) Delta, ISBN 0-385-33490-7
- The Ferret Chronicles:
  - Air Ferrets Aloft (2002) Scribner, ISBN 0-7432-2753-0
  - Rescue Ferrets at Sea (2002) Scribner, ISBN 0-7432-2750-6
  - Writer Ferrets: Chasing the Muse (2002) Scribner, ISBN 0-7432-2754-9
  - Rancher Ferrets on the Range (2003) Scribner, ISBN 0-7432-2755-7
  - The Last War: Detective Ferrets and the Case of the Golden Deed (2003) Scribner, ISBN 0-7432-2756-5
  - Curious Lives: Adventures from the Ferret Chronicles (2005) Hampton Roads Publishing Company, ISBN 1-57174-457-6
- Flying: The Aviation Trilogy (2003) Scribner, ISBN 0-7432-4747-7
- Messiah's Handbook: Reminders for the Advanced Soul (2004), ISBN 1-57174-421-5